# Taxxi 2
Taxxi 2 (Taxi 2) è un film del 2000 diretto da Gérard Krawczyk.
È il seguito di Taxxi scritto da Luc Besson e diretto da Gérard Pirès nel 1998. A questo film sono seguiti Taxxi 3 nel 2003, Taxxi 4 nel 2007 e Taxxi 5 nel 2018.

## Trama
Daniel, il giovane tassista marsigliese è pronto a mettere radici al rapporto tra lui e la sua ragazza, Lilly. Infatti si reca a casa sua per conoscere i suoi genitori. Il padre di Lilly però, inizialmente, non sta molto simpatico a Daniel, infatti egli è un ex militare, il generale Bertineau.
Nel frattempo, Marsiglia si prepara ad accogliere il ministro della difesa giapponese, che viene in visita per vedere le tattiche anti-gang messe in atto dalla polizia.
A casa di Lilly, il generale sta raccontando aneddoti della guerra d'Algeria. Viene però interrotto dallo squillo del telefono rosso: è il ministro francese, che gli ricorda che anche lui deve essere presente alla cerimonia d'accoglienza del ministro giapponese. Bertineau, essendosene dimenticato, chiama subito il suo autista, che però fa un incidente in macchina. Ora la situazione è critica: Bertineau deve essere all'aeroporto entro 15 minuti. Daniel si offre di accompagnarlo e, grazie alla sua straordinaria Peugeot 406 modificata, riuscirà a portarlo a destinazione in tempo, entrando addirittura in pista, mentre l'aereo giapponese sta atterrando. Émilien, suo grande amico e ispettore di polizia, che è lì, riconosce Daniel.
Daniel vorrebbe tornare a casa da Lilly, ma viene invitato a fermarsi alla festa, dove viene presentata dal commissario Gibert la "Cobra", una Peugeot 605 corazzata, ideata per proteggere le autorità. Gibert elenca una sfilza di qualità dell'auto, che stupiscono il pubblico, ma quando dà una botta al tettuccio, gli airbag si gonfiano istantaneanente, schiacciando l'autista, che viene portato via. Nessuno è abbastanza bravo da guidare la Cobra, tranne Daniel, che viene convinto ad accompagnare il ministro giapponese...
Intanto Émilien e Petra, sua collega e fidanzata, si stanno preparando con alcuni colleghi per mettere in scena uno degli attacchi fasulli. Vengono però raggiunti da dei ninja, che li picchiano e rapiscono Petra.
Dopo il primo attacco finto sgominato, il ministro giapponese è soddisfatto, ma procedendo verso il seguente Daniel si ferma, insospettito da due camion parcheggiati. Gibert lo tranquillizza, e Daniel riparte, infilandosi in mezzo ai camion. Lì, la Cobra viene bloccata e isolata dalla scorta: sono dei membri della Yakuza che vogliono rapire il ministro: tagliano il tetto della Cobra e lo portano sul cavalcavia soprastante, sistemandolo in macchina a fianco a Petra.
Émilien vuole salvare Petra e una guardia del corpo giapponese vuole recuperare il suo ministro. Daniel dà il suo aiuto riconoscendo le auto dei sospetti: tre Mitsubishi Lancer Evolution nere. Grazie ad un ex collega, Daniel riesce a rintracciare la posizione dei criminali: sono a Parigi, nascosti in un edificio in costruzione. I tre non sanno però come raggiungere Parigi in breve tempo e, ancora una volta, Daniel trova una soluzione: essendo in credito con Bertineau, gli spiega la situazione. Allora il generale li fa salire con il taxi su un C-130.
Mentre sorvolano Parigi, Bertineau apre il portellone posteriore dell'aereo, così Daniel, Émilien e la spia giapponese si gettano giù in macchina, con dei paracadute legati al taxi stesso. In questo modo atterrano e raggiungono l'edificio in costruzione. Lì riescono a liberare Petra e il ministro. Subito dopo Petra e Yuli (la spia giapponese) riescono a sconfiggere i ninja dopo un breve combattimento. Gli altri Yakuza però, si accorgono che stanno scappando sul taxi e così montano anche loro in macchina. L'inseguimento attraversa mezza Parigi. Daniel si rende conto che, essendo così tanti in macchina, non riuscirà ad andare più veloce dei giapponesi. Chiede aiuto al generale Bertineau, il quale fa bloccare l'uscita di un tunnel da militari e carri armati. Prendendo velocità ed estraendo delle strane "ali" dal taxi, Daniel riesce a sorvolare i carri armati, mentre i criminali rimangono accerchiati dai militari. 
Daniel accompagna il ministro giapponese alla parata delle forze dell'ordine.

## Accoglienza

### Incassi
In tutto il mondo il film ha incassato 60726164 $.

## Incidente sul set
- Nel 1999, durante le riprese di uno stunt andato male, un cameraman, Alain Dutartre, è rimasto ucciso e il suo aiutante gravemente ferito. Questa è stata una brutta battuta d'arresto per la carriera del veterano coordinatore di stunt Rémy Julienne che ha accusato la produzione di aver speso poco in sicurezza, fatto che Besson ha pubblicamente negato.